# Árpád Vajda
Árpad Vajda foi um jogador de xadrez da Hungria com participação nas Olimpíadas de xadrez não oficiais de 1924, 1926 e 1936. Conquistou a medalha de prata por equipes em 1924 e a de ouro, novamente por equipes em 1926 (Torneio de xadrez de Budapeste de 1926) e 1936 (Berlim 1936).